# Campionato mondiale femminile di hockey su pista Iquique 2016
Il campionato mondiale femminile di hockey su pista 2016 o Iquique 2016 è stata la 13ª edizione del campionato del mondo di hockey su pista femminile. La manifestazione venne disputata in Cile, a Iquique, dal 24 settembre al 1º ottobre 2016.

## Nazionali partecipanti
- Argentina
- Cile
- Colombia
- Egitto
- Francia
- India
- Italia
- Germania
- Portogallo
- Spagna
- Sudafrica
- Svizzera
- Stati Uniti

## Podio
| Pos. | Squadra    |
| ---- | ---------- |
| 1°   | Spagna     |
| 2°   | Portogallo |
| 3°   | Argentina  |